# San José de los Laureles
San José de los Laureles es una localidad del estado mexicano de Morelos. Es parte del municipio de Tlayacapan.

## Toponimia
El nombre «San José» hace referencia al santo patrono de la localidad: José de Nazaret.

## Demografía
| Gráfica de evolución demográfica |
|                                  |

| Censo | Población |
| ----- | --------- |
| 1910  | 387       |
| 1921  | 154       |
| 1930  | 216       |
| 1940  | 266       |
| 1950  | 339       |
| 1960  | 443       |
| 1970  | 609       |
| 1980  | 821       |
| 1990  | 1008      |
| 2000  | 1244      |
| 2010  | 1377      |
| 2020  | 1662      |